# Jean-Antoine Chaptal
Jean-Antoine Claude, comte Chaptal de Chanteloup (5 de junio de 1756 - 30 de julio de 1832) fue un hombre de estado y químico francés. Chaptal, si bien no ha destacado como descubridor o teórico de primer orden, es una de las personalidades que ha contribuido a la difusión de las ciencias en general y las químicas en particular, con numeroso trabajos de directa aplicación en la vida industrial. Uno de los procesos químicos en la elaboración del vino que ha dado su nombre es la chaptalización

## Biografía

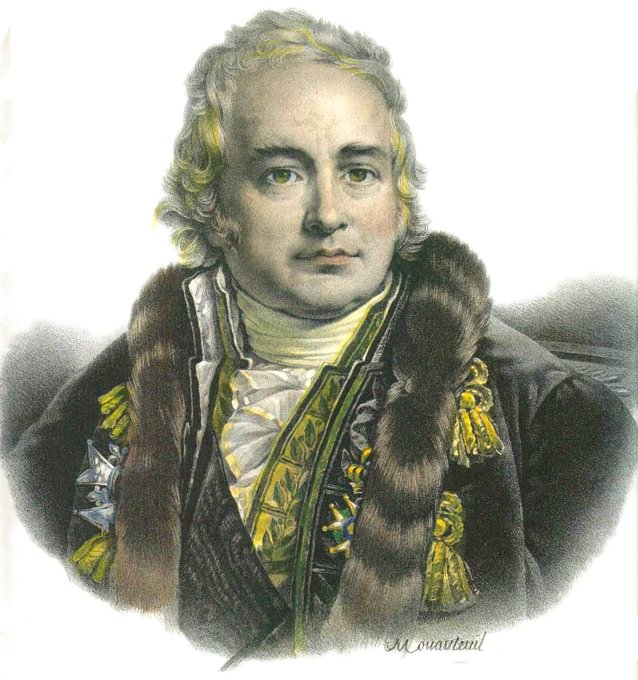
Jean-Antoine Chaptal.

Chaptal realizó sus primeros estudios en química en Montpellier hasta 1777 cuando se instaló en París. Gracias a su desarrollo de un proceso mejorado de producción de ácido clorhídrico y en especial, de un método de vinificación para mejorar el grado alcohólico, más tarde conocido en su honor como chaptalización, Chaptal lograría gran prestigio y renombre.
En 1780 retornó a Montpellier para ocupar la cátedra de química a la vez que invierte parte de su fortuna en fundar una fábrica de productos químicos. En 1786, Luis XVI le concedió sus títulos de nobleza. En 1807 publicó un tratado donde detalla el método de chaptalización con el que transformaría las hasta entonces tradicionales técnicas de vinificación.
En 1793, vuelve a París para dirigir una fábrica de pólvora de Grenelle y después de enseñar química vegetal en la prestigiosa École Polytechnique es elegido miembro de la Academia de ciencias en 1796.
El 21 de enero de 1801, es designado ministro del Interior por el entonces cónsul Napoleón Bonaparte, cargo desde el cual impulsa la renovación de la instrucción pública, fundando la Escuela de Matronas de París en 1802 o promulgando el "Decreto Chaptal" embrión de la fundación de los numerosos museos provinciales de Francia. En vísperas de la entronización de Napoleón I, Chaptal dimite en 1804 para retirarse a la vida académica. Nombrado no obstante senador imperial en 1805, tras la Restauración es distinguido con el título de "Pair de France" en 1819.
Sin embargo, sus últimos años los pasó sumido en las deudas y la quiebra final de sus negocios por culpa de varios asuntos relacionados con sus hijos.

## Trabajos científicos
Además de varios artículos, escribió especialmente en los Annales de chimie:
- Élémens de Chymie (3 vols., 1790; nueva ed. 1796-1803)
- Traité du salpétre et des goudrons (1796)
- Tableau des principaux sels terreux (1798)
- Essai sur le perfectionnement des arts chimiques en France (1800)
- Art de faire, de gouverner, et de perfectionner les vins (1 vol., 1801; nueva ed. 1819)
- Traité théorsque et pratique sur Ia culture de Ia vigne, &c. (2 vols., 1801; nueva ed. 1811)
- Essai sur le blanchiment (1801)
- La Chimie appliquée aux arts (4 vols., 1806)
- Art de la peinture du coton en rouge (1807)
- Art du peinturier et du digraisseur (1800)
- De l'industrie française (2 vols. 1819)
- Chimie appliquée à l'Agriculture (2 vols. 1823; nueva ed. 1829)

## Títulos
- Conde Chaptal y del Imperio (26 de abril de 1808)
- Institución de mayorazgo unida al título de conde de Chanteloup (25 de marzo de 1810)
- Par de Francia:
  - 2 de junio de 1815 (Cien Días)
  - Barón hereditario (5 de marzo de 1819)

## Honores
- Gran Cruz de la Legión de Honor[3] (22 de mayo de 1825).
- Es uno de los 72 científicos cuyo nombre figura inscrito en la Torre Eiffel.

### Eponimia
- (Asteraceae) Chaptalia Vent. ex Royle[4]